# Jelcz T081MB
Jelcz T081MB Vero – autobus turystyczny klasy mini produkowany w latach 2000–2008 przez firmę Jelcz w Jelczu-Laskowicach, zbudowany na podwoziu Mercedes-Benz Vario 815D. Pojazd ten stanowi turystyczną odmianę modeli Jelcz M081MB oraz Jelcz L081MB.

## Historia modelu
W stosunku do modelu miejskiego i lokalnego posiada nieznacznie zmienione nadwozie w układzie drzwi 0-1-0. Dodatkowo po lewej stronie zamontowano otwierane ręcznie drzwi dla kierowcy, które ułatwiają mu wejście na stanowisko pracy. W tylnej części umiejscowiono podobnie jak w odmianie lokalnej przestrzeń bagażową. Model ten wyposażony jest w mocniejszy o 16 KM silnik niż w L081MB i M081MB.